# Кровавый конец
«Кровавый конец», иной вариант перевода названия — «Кровавая концовка» (яп. 天狗党: тэнгу-то:; англ. Blood End) — японский исторический фильм-драма, созданный режиссёром Сацуо Ямамото в 1969 году. Кинолента снята по пьесе Дзиро Миёси, в которой рассказывается о реальных исторических событиях группы Мито-Тенгу, пытавшейся свергнуть сёгунат во время периода Бакумацу (1853-67 гг.). Их политические устремления привели к бесчисленным убийствам, в том числе невинных людей из простых крестьян, которые встали на их пути.

## Сюжет
Действие фильма происходит в период Бакумацу (1864 год). Поскольку сёгунат поднимает налоги, превышающие возможности фермеров платить их, большое количество крестьян было вытеснено со своей земли. Фильм начинается с наказания розгами трёх фермеров, полученных ими от местных чиновников сёгуната. Одним из наказанных является главный герой Сэнтаро, которого после 100 ударов пожалеет проезжавший мимо предводитель банды якудза Дзингоса. Он предложит ему воду и немного денег. Озлобленный на чиновников сёгуната Сэнтаро покидает родную деревню и перебирается в Эдо, где изучает борьбу на мечах и присоединяется к Мито Тэнгу-то, группе революционеров, которые борются за свержение сёгуната и возвращение власти императору. На своем жизненном пути он встречает молодого идеалистичного самурая Гэндзиро Када, являющегося одним из руководителей группы недовольных правящим режимом. Общие взгляды обоих приводят к совместным бунтарским выступлениям. Но, со временем, стремление к социальным улучшениям и справедливости приводит к конфликту между моральными принципами с одной стороны и жестокостью методов борьбы с другой. Сэнтаро начинает понимать, что даже революционеры не всегда следуют своим прекрасным идеалам.

## В ролях
- Тацуя Накадай — Сэнтаро
- Аяко Вакао — Оцута
- Го Като — Гэндзиро Када
- Юкиё Тоакэ — Отаэ
- Канъэмон Накамура — Тонэ-но-Дзингоза, глава якудза
- Гоити Ямада — Данроку
- Сигэру Кояма — Мидзуки
- Итиро Накатани — Тёгоро
- Мидзухо Судзуки — Гунносин

## Премьеры
— национальная премьера фильма состоялась 15 ноября 1969 года.

## Награды и номинации
Премия журнала «Кинэма Дзюмпо» (1970)
- Номинация на премию за лучший фильм 1969 года, однако по результатам голосования кинолента заняла лишь 29 место.